# Tortistilus trilineatus
Tortistilus trilineatus är en insektsart som beskrevs av William D. Funkhouser. Tortistilus trilineatus ingår i släktet Tortistilus och familjen hornstritar. Inga underarter finns listade i Catalogue of Life.